# Михаил Петрович-Негош
Михаил Петрович-Негош (серб. Михаило Петровић Његош; 14 сентября 1908, Подгорица, Черногория — 24 марта 1986, Париж, Франция) — глава королевского дома Черногории и претендент на черногорский престол (7 марта 1921 — 14 сентября 1929).

## Ранняя жизнь
Представитель династии Петровичей-Негошей. Родился 14 сентября 1908 года в Подгорице (Черногория). Третий сын Мирко Дмитрия Петровича-Негоша (17 апреля 1879 — 2 марта 1918), великого воеводы Грахова и Зеты, и Наталии Константинович (10 октября 1882 — 21 августа 1950), дочери Александра Константиновича и его жены Милены Опуич, внук первого короля Черногории Николы I Петровича.
В 1916 году после оккупации Черногории войсками Австро-Венгрии в ходе Первой мировой войны вся королевская семья бежала в Италию. Там Михаил Петрович-Негош учился в школе-интернате в Неаполе, затем вместе с матерью переехал в Истборн (Великобритания), где завершил своё начальное образование.
В 1918 году после смерти своего отца Михаил унаследовал титул великого воеводы Грахова и Зеты.

## Вступление на трон
В 1921 году после смерти своего деда Николы и отречения от престола дяди Данилы, наследного принца Черногории, подросток Михаил возглавил королевский дом Петровичей-Негошей и стал титулярным королём Черногории (Михайло I) под руководством регента, черногорского генерала Анто Гвозденовича. 14 сентября 1929 года 21-летний Михаил Негош отрекся от династических претензий на черногорский престол и присягнул на верность Королевству Югославия. В благодарность король Югославии Александр I Карагеоргиевич наградил Михайло Петровича пенсией и денежным содержанием.

## Вторая мировая война
В 1941 году после поражения Франции князь Михайло и его жена были арестованы немецкими оккупационными властями. Они были высланы на территорию Германии и заключены в замке на берегу Боденского озера. Здесь пленников посетили граф Галеаццо Чиано и Иоахим фон Риббентроп, предложив Михаилу трон нового, независимого королевства Черногория под итальянской и немецкой «защитой». Он отверг это предложение и остался в тюрьме в Германии. В 1943 году по ходатайству его тетки, королевы Италии Елены Черногорской, Михаил и его жена были освобождены. Они вернулись во Францию, где были вновь арестованы немецкими властями и отправлены в лагерь для интернированных в замке Езержи в оккупированной Чехословакии. Их единственный сын Никола родился в 1944 году во Франции.

## Михаил и Тито
В конце Второй мировой войны Михаил, его жена и малолетний сын были освобождены, они вернулись во Францию, где обосновались на постоянное жительство в Париже. Вскоре стало известно, что маршал Тито, руководитель социалистической Югославии, предложил семье Михаила посетить родину. В 1947 году Михаил с семьей поселился в Белграде, где князь стал руководителем протокола в министерстве иностранных дел Югославии. Князь Михайло смог посетить Черногорию, которую он не видел с 1916 года, где понял, что память о королевской семье ещё жива среди местных жителей. В июне 1948 года семья, разочаровавшись в Тито, вернулась во Францию.

## Сербская оппозиция
С момента появления оппозиции в 1964 году, Михаил Петрович провел свои годы в качестве активного политического диссидента, выступавшего против коммунистического режима Югославии. Он был членом революционного Сербского Освободительного Движения «Отечество», направленного на объединение сербской диаспоры и внутренних диссидентов.

## Последние годы
После разрыва с коммунистическим правительством Югославии Михаил Петрович перестал получать деньги на своё содержание. Вскоре после этого он развелся с женой. Михаил оставался в изгнании до своей смерти в 1986 году. Его сын Никола воспитывался матерью. Князь Михайло был похоронен на сербском православном кладбище в Париже.

## Брак и дети
27 января 1941 года в Париже Михаил Петрович женился на Женевьеве Прижан (4 декабря 1919, Сен-Брие — 26 января 1990, Ланьон), второй дочери Франсуа Прижана (1883—1947), водителя трамвая, позднее ставшего частным детективом (по другим источникам он был хирургом в Сен-Брие или Ланьоне), и его жены Бланш Битте (1883—1958). 11 августа 1947 года супруги развелись в Париже. Вскоре после этого Женевьева стала работать логопедом в Требёрдене. У них был один сын:
- Никола Петрович-Негош (род. 24 июля 1944)